# Epanaphe carteri
Epanaphe carteri är en fjärilsart som beskrevs av Walsingham. Epanaphe carteri ingår i släktet Epanaphe och familjen tandspinnare. Inga underarter finns listade i Catalogue of Life.